# Socjologia kultury
Socjologia kultury – nauka o strukturze i prawach rozwoju społeczeństwa zajmująca się przede wszystkim sferą kultury symbolicznej.
W polu zainteresowań tej dziedziny socjologii znajdują się takie zagadnienia jak wartości, symbolika, zagadnienia poruszane w semiotyce, a także typologia kultury symbolicznej: kultura elitarna (wysoka), kultura masowa (popularna), konsumpcjonizm czy zagadnienia związane z przekazem treści kulturowych. Zagadnieniem szeroko omawianym przez socjologów kultury są też relacje między człowiekiem, zbiorowościami a dziełami sztuki.
W Polsce tematyką socjologii kultury zajmują się m.in. Marian Golka, Wojciech Burszta, Wiesław Godzic, Tomasz Szlendak.